# Staelia virgata
Staelia virgata là một loài thực vật có hoa trong họ Thiến thảo. Loài này được (Link ex Roem. & Schult.) K.Schum. miêu tả khoa học đầu tiên năm 1888.